# Ángel Fernández Collado
Ángel Fernández Collado (Los Cerralbos, 30 de mayo de 1952) es un sacerdote católico e historiador eclesiástico español. Ha sido obispo auxiliar de Toledo entre 2013 y 2018 y obispo de Albacete entre 2018 y 2024.

## Biografía
Ángel nació el 30 de mayo de 1952, en la localidad española de Los Cerralbos, Toledo.

### Formación
Con diez años ingresó en el Seminario Menor de San José de Talavera de la Reina donde estuvo un curso, hasta su cierre. Tras un año delicado de salud, se incorporó, ya restablecido, al Seminario Menor de Santo Tomás de Villanueva de Toledo y luego continuó  en el Seminario Mayor de san Ildefonso de la misma diócesis, donde realizó estudios de Humanidades, Filosofía y Teología, que completó en 1977 con el bachillerato en Teología obtenido en la Facultad de Teología del Norte de España con sede en Burgos.
En 1982 marchó a Roma como colegial del Pontificio Colegio Español de San José para cursar estudios en la Pontificia Universidad Gregoriana, donde obtuvo la licenciatura (1984) y el doctorado (1992) en Historia de la Iglesia, y en la Escuela Vaticana de Paleografía, Diplomática y Archivística, donde se diplomó en Archivística (1984).

### Sacerdocio
Tras terminar los estudios de Teología en Toledo, recibió el sacramento del orden sacerdotal el 10 de julio de 1977 en la catedral primada de Toledo de manos del cardenal arzobispo Marcelo González Martín; incardinándose en la archidiócesis de Toledo.
Como sacerdote desempeñó los siguientes ministerios:
- Vicario parroquial de «El Buen Pastor» (1977-1978).
- Vicario parroquial de «San José Obrero» (1978-1982).[6]
- Consiliario diocesano de Acción Católica de la Mujer.
- Capellán de las Siervas de María (1984).
- Auxiliar del Archivo de la catedral de Toledo (1984).
- Vicesecretario del Instituto de Estudios Visigótico-Mozárabes de Toledo (1985).
- Postulador para las causas de Beatificación y Canonización (1992).
- Decano-Tutor de la Sección de Sagrada Teología; profesor (2002-2013), vicedirector y coordinador del Curso Bienal de Historia de la Iglesia (2008-2013) del «Instituto Teológico San Ildefonso» del Seminario Conciliar.
- Delegado diocesano de Patrimonio Cultural y Artístico (1987), de Caritas diocesana (1996) y para el Clero y Vida Consagrada (1998).[6]
- Director del Secretariado de formación Permanente del Clero.
- Provicario general de la archidiócesis.
- Profesor del Seminario Conciliar (1984-2013).
- Capellán mozárabe (1985-2013) y canónigo (2001-2013) de la catedral de Toledo.
- Archivero de la catedral de Toledo y de la Biblioteca capitular (2003-2013).
- Vicario general y moderador de la curia (2010-2013).[6]
- Miembro del Colegio de Consultores.
- Coordinador de la Sección Histórica del “Aula de Estudios Hispano-Mozárabes” (2012-2013).

### Episcopado
Obispo auxiliar de Toledo

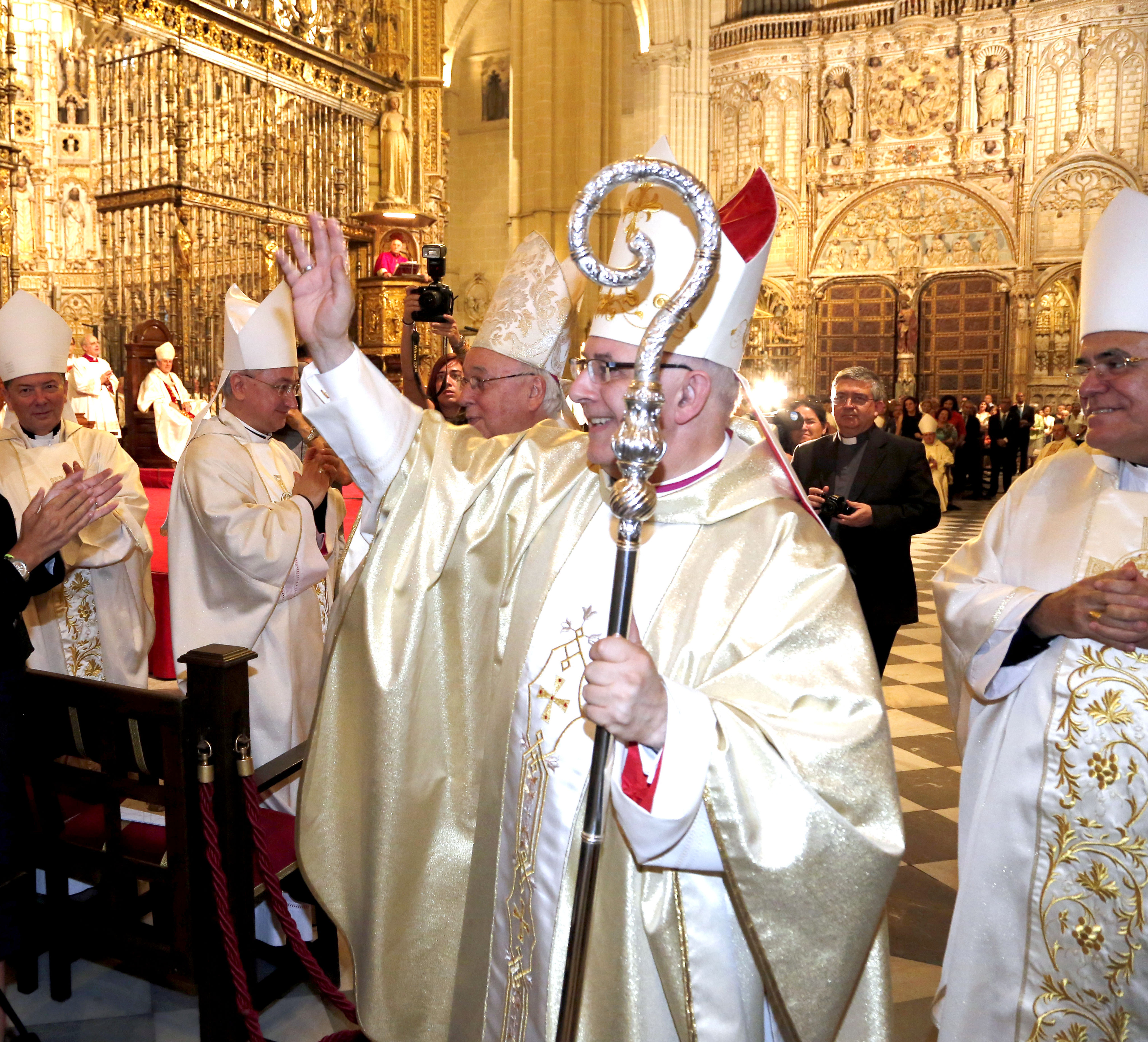
Ángel Fernández en su consagración episcopal (2013).

El 28 de junio de 2013 fue nombrado por el papa Francisco obispo titular de Iliturgi y auxiliar de archidiócesis de Toledo. Fue consagrado  en la catedral de Toledo el 15 de septiembre de 2013 por el arzobispo de la misma diócesis Braulio Rodríguez Plaza, actuando como coconsagrantes, entre otros prelados, los cardenales Francisco Álvarez Martínez y Antonio Cañizares Llovera, con asistencia del nuncio en España Renzo Fratini y de numerosos obispos de otras diócesis.
Obispo de Albacete
El 25 de septiembre de 2018 el papa Francisco lo nombró obispo de Albacete, cargo del que tomó posesión canónica el 17 de noviembre del mismo año, durante una ceremonia en la Catedral de Albacete.
En la Conferencia Episcopal Española, es miembro de la Comisión episcopal para la Liturgia, desde 2014. Fue presidente de la Subcomisión episcopal de Patrimonio Cultural (2020-2024).
El 19 de marzo de 2024, el papa Francisco aceptó su renuncia como obispo de Albacete, por motivos de salud.

## Publicaciones
- Gregorio XIII y Felipe II en la nunciatura de Felipe Sega (1577-1581): aspectos político, jurisdiccional y de reforma (1991).
- El Concilio Provincial Toledano de 1582 (1995).
- El Concilio Provincial Toledano de 1565 (1996).
- La Catedral de Toledo en el siglo XVI : vida, arte y personas (1999).
- Obispos de la provincia de Toledo (1500-2000)(2000).
- Los informes de visita «ad limina» de los arzobispos de Toledo (2002).
- Las rentas del clero en 1822: Arzobispado de Toledo (2005).
- Guía del archivo y biblioteca capitulares de la catedral de Toledo (2007).
- Historia de la Iglesia en España: Edad Moderna (2007).
- La Guerra de la Independencia y la Catedral de Toledo (1808-1814) (2009).